# 馬曉暉 (二胡演奏家)

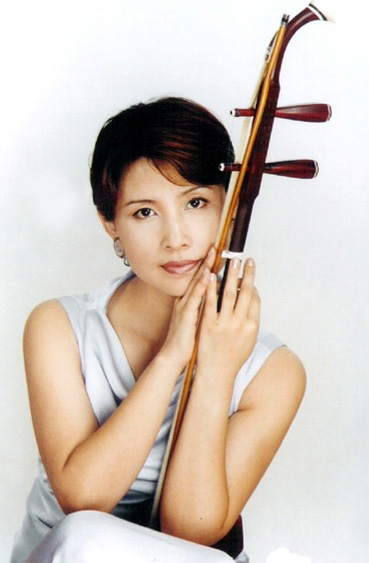
馬曉暉

馬曉輝（1965年—），是來自上海的二胡演奏家及作曲家。她是為數不多以中國傳統樂器知名於外的音樂家。
馬最為大眾所認識可能就是她與著名大提琴家馬友友在獲奧斯卡原創音樂獎的電影《臥虎藏龍》中的二重奏。另約翰·甘迺迪表演藝術中心將她於1999年的千禧年表演視為當年十大最佳音樂會之一。
馬曉暉出生在唐山一個知識分子家庭，父母都是大學教授。馬六歲起即在父親的指導下學習二胡。上海音樂學院畢業後，即加入上海民族樂團，於幾年間，從一般演奏員漸升為首席演奏員。在她多元化的身份中，馬是西南交通大學(成都)的客座教授，2007年世界特奧會的愛心大使，和2010年上海世界博覽會的文化大使。她還為香港青年音樂協會和寧波民樂團提供指建議，並主理自己在上海的曉暉藝術中心。

## 職業生涯
從廿世紀90年代末起，馬曉暉一直在歐洲，亞洲和美洲，電視或舞台上，進行了過百場的演出，還提供數倍多的講座。歐洲演出包括柏林愛樂室樂團，漢堡愛樂樂團，法國國家交響樂團，瑞士聖加侖交響樂團，立陶宛國家交響樂團(首位中國演奏家)。
在北美，她的演出包括在華盛頓特區的美國青年愛樂樂團(2007年)、肯尼迪表演藝術中心(1999年及2006年)、在山弗農為白宮歷史學會(2007年)及科羅拉多州的Crested Butte音樂節(2007年)和指揮大衛斯特恩的表演。她還出現於紐約愛樂樂團指揮家Lorin Maazel的Castleton劇院(Châteauville基金會)，墨西哥國家交響樂團以及加利福尼亞州奧蘭治縣著名的水晶大教堂的國際電視節目中。
在亞洲，馬曉輝曾與中國國家交響樂團，香港管弦樂團，日本NHK交響樂團，新加坡國家交響樂團以及韓國首爾古典音樂廳等合作演出。馬經常出現在中國中央電視台和中國MTV的電視音樂特別節目中。
教學方面，馬曉輝曾在多國數十所大學講學，包括聖母大學，西北大學，密歇根大學，波莫納學院，復旦大學和交通大學。

## 奬項和榮譽
- 2005年—上海大劇院十大合奏「二胡鋼琴」的對話
- 2003年—上海國際音樂節傑出女子音樂三重奏組
- 2001年—第一屆上海國際春季音樂節最高獎
- 2000年—與馬友友合奏譚盾獲奧斯卡獎的《臥虎藏龍》電影配樂
- 1999年—肯尼迪表演藝術中心千禧舞台十佳音樂會
- 1999年—上海寶鋼十佳藝術家獎
- 1998年—上海國際春季音樂節偉大藝術家
- 1995年—上海寶鋼十佳藝術家獎
- 1993年—首屆上海最優秀青年表演藝術家獎提名
- 1993年—新的工作表現獎，上海第15屆音樂春節和十大青年優秀音樂表演者提名
- 1987年—全國廣東音樂比賽（高湖組）最高獎

## 音樂作品
馬曉輝除灌錄了四十多張CD，還創作了許多作品，包括《琴韻》(The Spirit of My Erhu)、《弦之煉》(The Story of Two Strings)等。此外，她亦向世界音樂舞台推廣二胡音樂，為此改編、移植了大量中外作品，如《巴托克六首羅馬尼亞舞曲》、《巴赫—創意曲、奏鳴曲》、《克萊斯勒—愛的悲哀》等。
以下為馬的部份CD和DVD作品：
- Erhu Around the World (DVD/CD album & 24 pp. photo-booklet), Slav, Shanghai (2006)[8]
- Spirit of My Erhu—Ma Xiaohui Special Features No. 1, Slav, Shanghai (2006)
- Four Seasons of Erhu—Romance, Ma Xiaohui Special Features No. 2, Slav, Shanghai (2006)
- New Colors from China (with Li Biao, Percussion), Deutsche Welle, Germany (2003)
- Deep Night, Bailey Record Co. Ltd, Hong Kong (2003)
- Hua, King Record Co., Tokyo (2003)
- Petite Fleur, King Record Co., Tokyo (2002)
- Birds Singing in Lonesome Mountains (with Tim Ovens, Klavier), Cordaria, Hannover, Germany (2000)
- The Spirit of My Erhu, Polygram Far East, Hong Kong (1998)
- On the Grasslands, Hay Ung Music, Shanghai (1997)